# سالی سالنبرگر
چسلی برنت «سالی» سالنبرگر سوم (انگلیسی: Chesley Burnett "Sully" Sullenberger III؛ زادهٔ ۲۳ ژانویهٔ ۱۹۵۱) خلبان جنگنده بازنشسته، دیپلمات و خلبان پیشین خطوط هوایی یو اس ایرویز اهل ایالات متحده آمریکا است که بیشتر به خاطر اعمال قهرمانانه خود به عنوان خلبان اول (کاپیتان) پرواز ۱۵۴۹ یو اس ایرویز شناخته می‌شود که در سال ۲۰۰۹ هواپیمای مسافربری را پس از توقف کامل هر دو موتور در اثر برخورد پرندگان، بر روی رودخانه هادسون نشاند. همه ۱۵۵ سرنشین این هواپیما جان سالم به در بردند. سالنبرگر به یک مدافع صریح و فعال ایمنی هوانوردی تبدیل شد و به توسعه پروتکل‌های جدید برای ایمنی خطوط هوایی کمک کرد. او از سال ۲۰۰۹ تا ۲۰۱۳ در کنار کمک خلبانش در پرواز ۱۵۴۹، جفری اسکایلز، رئیس هیئت مدیره برنامه آموزشی عقاب‌های جوان بود کارش آموزش خلبانی و پرواز به کودکان و نوجوانان ۸ تا ۱۷ سال است.
سالنبرگر در ۳ مارس ۲۰۱۰ از یو اس ایرویز پس از ۳۰ سال خدمت به عنوان یک خلبان مسافربری بازنشسته شد. در ماه مه سال بعد، سی‌بی‌اس نیوز او را به‌عنوان کارشناس هوانوردی و ایمنی پرواز استخدام کرد.
سالنبرگر به همراه جفری زاسلو نویسنده کتاب پرفروش بالاترین وظیفه، خاطرات زندگی خود و رویدادهای پیرامون پرواز ۱۵۴۹ را به رشته تحریر درآورد که در سال ۲۰۰۹ توسط انتشارات هارپرکالینز منتشر شد. کتاب دوم او، «ایجاد دگرگونی: داستان‌هایی از بینش و شجاعت از رهبران آمریکا»، در ماه مه ۲۰۱۲ منتشر شد. او پس از میشل اوباما در رتبه دوم  ۱۰۰ قهرمان و نماد برتر تایم در سال ۲۰۰۹ قرار گرفت.
در ۱۵ ژوئن ۲۰۲۱، پرزیدنت جو بایدن اعلام کرد که سالنبرگر را به عنوان نماینده ایالات متحده آمریکا در سازمان بین‌المللی هوانوردی کشوری (ایکائو) با درجه سفیری معرفی خواهد کرد. مجلس سنای ایالات متحده آمریکا در ۲ دسامبر ۲۰۲۱ با قاطعیت کامل آرا این انتخاب را تأیید کرد و او برای کمتر از پنج ماه از ۳ فوریه تا ۱ ژوئیه ۲۰۲۲ در این سِمَت خدمت کرد.
وی همچنین برندهٔ جوایزی همچون لژیون دونور (افسر) و جایزه تونی جانس شده‌است.